# Charles Lemaître
Pour les articles homonymes, voir Lemaître.
Charles Lemaître, né le 13 janvier 1854 à Saint-Georges-d'Aunay et mort le 22 mai 1928 à Caen, est un poète français de langue normande.
Il est surnommé « le Chansonnier du Bocage ».

## Biographie

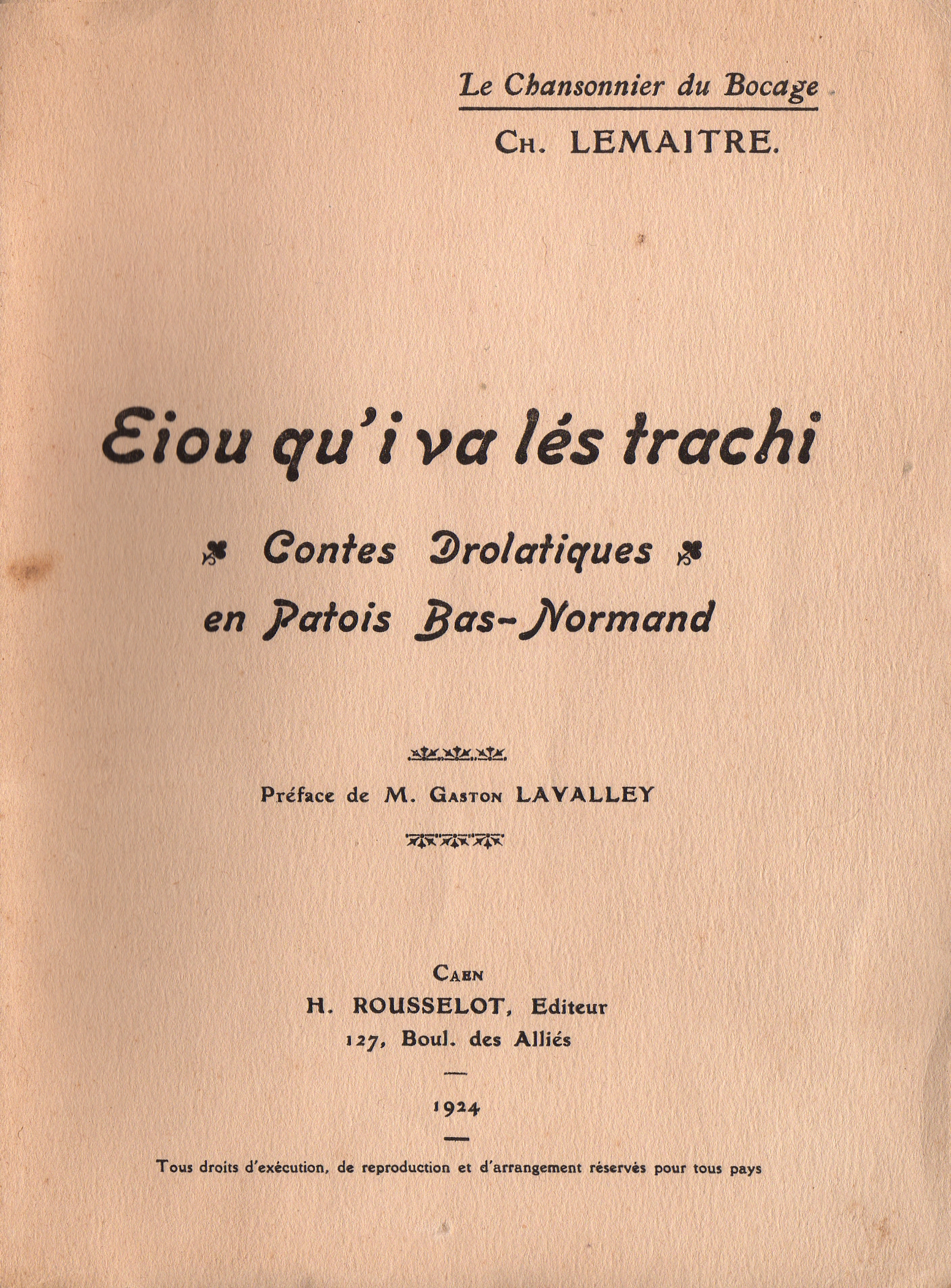
Eiou qu'i va lés trachi (1924).

Charles Lemaître est né à Saint-Georges-d'Aunay (Calvados) en 1854. Il écrit des monologues en vers en langue normande, dont des recueils ont été publiés.
Il est receveur d'octroi à la ville de Caen et officier de l'Instruction publique.
Il meurt le 22 mai 1928 à Caen dans sa maison du 7, rue Haute au Vaugueux. Il est inhumé au cimetière nord-est de Caen.

## Œuvres
- Eiou qu'y va lé trachi. Contes drolatiques en patois bas-normand, préface de Gaston Lavalley, Caen, éd. Louis Jouan, 1912.
- Les Joyeux Bocains, 1917[2],[3].
- Hélas qu'c'est drôle, 1924.
- Bonnes gens de Normandie, vers 1941[4].

## Hommages et postérité
Le 5 mai 1932, un monument commémoratif avec un buste en bronze du poète, réalisé par Charles Lemarquier, est inauguré dans le jardin des plantes de Caen. Le socle en pierre d'Euville est sculpté d'une branche de pommier portant un nid de grive mauvis, en référence au poème Le nid de Mauvis de Lemaître. Ce buste est envoyé à la fonte sous le régime de Vichy dans le cadre de la mobilisation des métaux non ferreux. En 1981, un nouveau buste réalisé par Pierre Godard est installé dans le jardin à un autre emplacement. Une plaque commémorative est posée sur sa dernière demeure au Vaugueux.
Au début des années 1960, on a également donné à Caen une rue Charles Lemaître. Elle se situe non loin de l'ancienne route de Bayeux (aujourd'hui rue du Général Moulin) où se trouvait la barrière d'octroi, à la limite de Venoix qui était une commune indépendante.
Depuis 1998, le collège d'Aunay-sur-Odon est nommé collège Charles Lemaître.
Deux de ses textes ont été mis en chanson par l'Association Magène dans le cadre du projet de défense et de promotion de la langue normande : Défunt men père (CD Magène en concert, 2001) et Ch'est men dreit (CD La dentelyire, 2011).

## Pour approfondir